# Harrat Rahat
Le Harrat Rahat (حَرَّة رَهَاط) est un champ volcanique situé en Arabie saoudite, dans les provinces de Médine et La Mecque. La région compte plus de 500 volcans, et a été la zone volcanique la plus active de la péninsule arabique au cours des dix derniers millions d'années. L'éruption avérée la plus récente a eu lieu en 1256.